# روفوس كينغ جوردن
روفوس كينغ جوردن (بالإنجليزية: Rufus King Jordan)‏ هو سياسي أمريكي، ولد في 28 نوفمبر 1863. حزبياً، نشط في الحزب الديمقراطي. وقد انتخب عضو مجلس نواب مين.